# Lac Mourier
Pour les articles homonymes, voir Mourier.
Le lac Mourier est un plan d'eau douce de la municipalité de Rivière-Héva, dans la municipalité régionale de comté (MRC) de La Vallée-de-l'Or, dans la région administrative de l’Abitibi-Témiscamingue, dans la province de Québec, au Canada. La rive Est du lac s’avère à la limite Ouest de la ville de Val-d'Or.
La foresterie s’avère la principale activité économique du secteur ; les activités récréotouristiques, en second. Le lac Mourier est le site d'un important complexe récréatif. La rive Nord (zone de l'embouchure du lac) est desservie par le chemin du Lac-Mourier qui relie le village de Malartic, situé au Nord.
Annuellement, la surface de la rivière est généralement gelée de la mi-novembre à la fin avril, néanmoins, la période de circulation sécuritaire sur la glace est habituellement de la mi-décembre au début d’avril.

## Géographie
Le lac Mourier comporte quatre îles. Ce lac une longueur de 9,5 km, une largeur maximale de 2,5 km et une altitude de 296 m. Ce lac a la forme d'un Y inversé dont les deux branches principales sont la baies à Aumond (au Sud-Ouest) et la rivière Claire (lac Mourier) (au Sud-Est). Ce lac s’approvisionne surtout de la décharge de la rivière Surimau (venant du Nord-Ouest) et de la rivière Claire (lac Mourier).
Le lac Mourier se déverse par sa rive Nord dans la rivière Piché (qui est à la limite de Val-d'Or et de Rivière-Héva) laquelle se dirige d’abord vers le Nord, puis vers l’Est, pour rejoindre la rive Ouest de la rivière Thompson (lac De Montigny) ; de là, le courant coule vers le Nord pour Lac De Montigny. À partir de l’embouchure de ce dernier lac, le courant emprunte la rivière Milky, un affluent de la rivière Harricana.
L’embouchure du lac Mourier est localisé à :
- 16,2 km au Sud de la route 117 ;
- 30,7 km au Sud-Est de la confluence de la rivière Harricana et du lac Malartic ;
- 28,4 km au Sud-Ouest de l’embouchure du lac De Montigny ;
- 23,3 km au Sud-Ouest de l’embouchure de la rivière Thompson (lac De Montigny) ;
- 29,3 km au Sud-Ouest du centre-ville de Val-d'Or[1].

Les principaux bassins versants voisins du lac Mourier sont :
- côté Nord : rivière Surimau, rivière Fournière, lac Fournière, lac Malartic, rivière Harricana ;
- côté Est : lac Clair, rivière Thompson (lac De Montigny), lac Lemoine (Val-d'Or), rivière Sabourin ;
- côté Sud : rivière Claire (lac Mourier), réservoir Decelles, rivière des Outaouais ;
- côté Ouest : rivière Darlens, rivière Kinojévis.

## Toponymie
Jadis, ce plan d’eau était désigné « lac Wikwaskapauk ». Cet hydronyme qui est en usage avant 1912, évoque l’œuvre de vie d'un missionnaire oblat, le père Calixte Mourier, né à Romans (Drôme) en France le 16 août 1835 et décédé à Lachine le 5 août 1912.
Le toponyme "lac Mourier" a été officialisé le 5 décembre 1968 par la Commission de toponymie du Québec, soit lors de sa création.